# Mali Otok
Mali Otok este o localitate din comuna Postojna, Slovenia, cu o populație de 81 de locuitori.